# Nazionale maschile di calcio a 5 del Libano
La nazionale di calcio a 5 del Libano è, in senso generale, una qualsiasi delle selezioni nazionali di Calcio a 5 della Fédération Libanaise de Football Association  che rappresentano il Libano nelle varie competizioni ufficiali o amichevoli riservate a squadre nazionali.

## Risultati nelle competizioni internazionali

### FIFA Futsal World Championship
- 1989 - Non presente
- 1992 - Non presente
- 1996 - Non presente
- 2000 - Non presente
- 2004 - Non qualificata
- 2008 - Non qualificata
- 2012 - Non qualificata
- 2016 - Non qualificata
- 2021 - Non qualificata
- 2024 - Non qualificata

### AFC Futsal Championship
- 1999 - Non presente
- 2000 - Non presente
- 2001 - Non presente
- 2002 - Non presente
- 2003 - Primo turno
- 2004 - Quarti di finale
- 2005 - Primo turno
- 2006 - Primo turno
- 2007 - Quarti di finale
- 2008 - Quarti di finale
- 2010 - Quarti di finale
- 2012 - Quarti di finale
- 2014 - Quarti di finale
- 2016 - Primo turno
- 2018 - Quarti di finale
- 2022 - Primo turno
- 2024 - Non qualificata

### WAFF Futsal
- 2007 - 2º posto
- 2009 - 4º posto
- 2012 - Non presente
- 2022 - Semifinale

### Asian Indoor Games Futsal Championship
- 2005 - Non presente
- 2007 - Quarti di finale
- 2009 - Non presente
- 2013 - Quarti di finale
- 2017 - Primo turno

### Arab Futsal Championship
- 1998 - Non presente
- 2005 - 3º posto
- 2007 - 3º posto
- 2008 - 4º posto
- 2023 - Quarti di finale